# Смирнова Авдотья Андріївна
Авдотья Андріївна Смирнова (також відома як Дуня Смирнова; нар.. 29 червня 1969, Москва, СРСР) — російська кінорежисерка, сценаристка, телеведуча, публіцистка і літературний критик.

## Біографія
Авдотья Смирнова народилася 29 червня 1969 року в Москві в сім'ї актриси Наталії Рудної та режисера Андрія Смирнова.
Дід, письменник Сергій Смирнов, 1958 року був одним з організаторів гоніння на Бориса Пастернака у зв'язку з присудженням Нобелівської премії. У випуску програми «Школа лихослів'я» з онукою Бориса Пастернака, Оленою Пастернак, Авдотья згадує про те, як перепрошувала у неї за свого дідуся.
Своє ім'я не любила, воліючи представлятися одноліткам Христиною або Анджело або Сніжаною. Цікавлячись кінематографом та публіцистикою, Авдотья хотіла вступити на сценарний факультет Всесоюзного державного інституту кінематографії. Проте батько категорично заперечував. Вона вступила на філологічний факультет МДУ, а потім перейшла на відділення театрознавства ГІТІС, але курс навчання не закінчила.
З 1987 по 1988 рік працювала редакторкою у творчому об'єднанні Сергія Соловйова «Коло» на кіностудії «Мосфільм». Виступала з андеграундним музичним гуртом «Тупі». Співпрацювала з самвидавським журналом «Урлайт».
1989 року переїхала до Санкт-Петербурга. Була артменеджеркою культурного товариства «А-Я», організовувала виставки сучасного образотворчого мистецтва, складала колекцію живопису банку «Петровський».
З 1995 по 1996 рік була директором петербурзького відділення ВД «Коммерсант», пізніше — випусковим редактором. З 1997 по 1998 роки працювала оглядачем у журналі «Столиця». У різні роки публікувалася в журналах «Афіша», «Сеанс», «Vogue», в газетах «Російський телеграф», «Московські новини» та інших. 2007 року вийшла збірка «З морозу», яка включає статті та книжкові рецензії, опубліковані в цих газетах та журналах з 1997 по 2003 рік.
З 1999 року і на початку 2000-х разом із Тетяною Толстою та Олександром Тимофєєвським брала участь як спічрайтер у виборчих кампаніях «Союзу правих сил» і, зокрема, у 2003 році працювала над текстами свого майбутнього чоловіка Анатолія Чубайса.
2012 року Авдотья Смирнова стала засновником благодійного фонду «Вихід», який займається сприянням розв'язанню проблем аутизму в Росії.
У березні 2014 року підписала листа російського «Союзу кінематографістів та професійних кінематографічних організацій та об'єднань» на підтримку України.

## Кінематографічна кар'єра

### Сценаристка
Переїхавши до Санкт-Петербурга в 1989 році, Дуня Смирнова працювала на телебаченні, робила власну програму, що не мала успіху . Познайомилася з режисером Олексієм Учителем, який на той час працював на Ленінградській студії документальних фільмів. У співавторстві з ним був написаний сценарій документального фільму «Останній герой» (1992), присвячений пам'яті Віктора Цоя, який загинув 1990 року. У 1993 році було знято ще одну документальну картину з Олексієм Учителем, «Баттерфляй», про театрального режисера Романа Віктюка. Говорячи про роботу сценариста документального кіно, Дуня Смирнова зазначала: «Писати сценарії — це, звичайно, голосно сказано, оскільки в документалістиці роль сценариста специфічна: вона швидше допомагає режисеру вигадувати монтажні ходи для драматургічної побудови відзнятого матеріалу. Це до певної міри чудова школа саме монтажного мислення. Починаєш розуміти, що на столі можна створити з однієї й тієї ж фактури кілька різних фільмів». Наступний сценарій, «Червона Жизель», замислювався для документального фільму про балерину Ольгу Спесивцеву. Планували записати інтерв'ю з нею, але не встигли, балерина померла у віці 96 років. Співавтори вирішили зняти свій перший ігровий фільм, «Манія Жизелі» . Фільм був завершений 1995 року.
Ще на зніманнях «Манії Жизелі» у Дуні Смирнової виникла ідея зробити фільм про останнє кохання Івана Буніна. Буніним все життя захоплювався її батько Андрій Смирнов. І, як зізналася Смирнова в інтерв'ю Любові Аркус , портретна подібність батька з письменником зіграла вирішальну роль у написанні сценарію «Жіноче ім'я», за яким пізніше Олексій Учитель зняв фільм «Щоденник його дружини» (2000) з Андрієм Смирновим у головній ролі. За цей сценарій в 1997 році Дуня Смирнова отримала приз «The Hartley-Merrill International Screening Competition», сценарного конкурсу, організованого Тедом Хартлі спільно Асоціацією сценаристів Америки, Робертом Редфордом, Микитою Михалковим і Девідом Паттнемом для підтримки сценаристів країн колишнього Радянського Союзу. Фільм, що побачив світ 2000 року, був відзначений Гран-прі кінофестивалю «Кінотавр» та премією «Ніка» за найкращий ігровий фільм, а робота Дуні Смирнової була номінована на премію за найкращий сценарій. Фільм викликав неоднозначну реакцію кінокритиків.
Дуня Смирнова брала участь у написанні сценарію фільму «8½$» (1999) режисера Григорія Константинопольського. Фільм був відзначений премією «Золотий овен» за найкращий режисерський дебют.
У 2003 році співпраця з режисером Олексієм Учителем продовжилася, було знято фільм «Прогулянка», нагороджений Головним призом кінофестивалю «Вікно до Європи» у Виборзі та номінований на премію «Золотий орел» за найкращий фільм року. Дуня Смирнова була номінована на премії «Ніка» та «Золотий орел» за найкращий сценарій.

### Режисер
2006 року Дуня Смирнова дебютувала як режисер, поставивши фільм «Зв'язок». Сценарій «Пори року», за яким знято фільм, призначався для Олексія Учителя. Але режисер приступав до знімання картини «Космос як передчуття» і запропонував Авдотьї стати режисером. Картина була нагороджена призом фестивалю «Кінотавр» за найкращий дебют. Фільм був неоднозначно зустрінутий критиками. Олексій Гусєв у рецензії на фільм стверджував, що режисер Смирнова програє чудовому сценаристу Смирновій. «У режисури свої труднощі перекладу. Якість сценарію не „забезпечує“, а „зобов'язує“, і чим тонше він зроблений, тим вишуканішими мають бути власне кінематографічні, несподівані сценарію засоби, застосовані режисером. Щоб поставити сценарій Смирновій „Пори року“, потрібна була режисура складніша за артхаусну». На думку критика, «нескінченні провали в дії — це не просто стандартний огріх дебюту; це — плід принципової помилки сценаристки, що знімає власний текст, — замість того, щоб на його основі створювати інше, за іншими правилами та законами вибудуваний твір». Дмитро Биков у журналі «Сеанс», аналізуючи фільм, зазначив, що Смирновій «вдалося сказати про двохтисячні роки щось більш серйозне і виразне, ніж більшості її колег».
У 2008 році вийшла чотирисерійна екранізація роману Івана Тургенєва «Батьки та діти». На думку Смирнової, це чи не найнезрозуміліший російський роман, «твір про любов і життя, а не про нігілізм і розрізані жаби». Співавтор сценарію Олександр Адабаш'ян зізнався, що здивувався, коли Дуня Смирнова запропонувала йому попрацювати над сценарієм за цим тургенєвським романом. «Враження, що залишилися від прочитання його в юності, — жодної чарівності. Перечитавши зараз, був уражений. У ньому як мінімум чотири приголомшливі любовні історії!». Роль Павла Петровича Кірсанова спочатку призначалася А. С. Смирнову, незважаючи на те, що між актором та його персонажем існувала різниця у віці: акторові за 60, а Павлу Петровичу — 50 років.

## Робота на телебаченні
З 2002 по 2014 рік Авдотья Смирнова спільно з Тетяною Толстою вела ток-шоу «Школа злослів'я» на каналі «Культура» (з 2004 року — на НТВ). У 2003 році передача отримала премію ТЕФІ як найкраще ток-шоу. У 2004 році ведучі випустили книгу «Кухня „Школи лихослів'я“».
У 2008 році була членом журі шоу «СТС запалює суперзірку» на каналі СТС.

## Особисте життя
У 1989 році вийшла заміж за петербурзького мистецтвознавця Аркадія Іполітова. Подружжя розлучилося 1996 року. Син — Данило (нар. 1990), навчався у футбольній школі «Зеніт», чемпіон світу з пляжного футболу у складі збірної Росії, воротар. У 2015 році завершив спортивну кар'єру. Закінчив Державний університет кіно та телебачення (продюсерська майстерня Сергія Сельянова). Виступив продюсером кліпу гурту «Ленінград» на пісню «Похорон», режисер — Авдотья Смирнова.
У 2012 році вийшла заміж за Анатолія Чубайса.

## Фільмографія

### Акторські роботи
- 1990 — Уроки наприкінці весни — дівчина
- 1990 — Акваріумні риби цього світу[36]
- 2012 — Я теж хочу — ведуча
- 2016 — Садове кільце — директорка кризового центру

### Режисерські та сценарні роботи
| Рік  |     | Назва                                              | Роль                                                                              |    |
| ---- | --- | -------------------------------------------------- | --------------------------------------------------------------------------------- | -- |
| 1992 | док | Останній герой                                     | сценарист (за участю О. Учителя)                                                  | ру |
| 1993 | док | Баттерфляй                                         | сценарист (за участю О. Учителя)                                                  | ру |
| 1995 | ф   | Манія Жизелі                                       | сценарист (разом з О. Учителем)                                                   | ру |
| 1999 | ф   | 8 1/2 $                                            | сценарист (разом з Р. Константинопольським, за участі З. Крилова, автор діалогів) | ру |
| 2000 | ф   | Щоденник його дружини                              | сценарист                                                                         | ру |
| 2003 | ф   | Прогулянка                                         | сценарист                                                                         | ру |
| 2006 | ф   | Зв'язок                                            | сценарист, режисер                                                                | ру |
| 2007 | ф   | Глянець                                            | сценарист (разом з А. Кончаловським)                                              | ру |
| 2008 | с   | Батьки та діти                                     | режисер, сценарист (разом з А. Адабаш'яном)                                       | ру |
| 2008 | кф  | 9 травня. Особисте ставлення (новела «Вокзал»)     | режисер, сценарист                                                                | ру |
| 2010 | с   | Черчілль (фільм 10 «Оптичний обман»)               | режисер                                                                           | ру |
| 2011 | ф   | Два дні                                            | режисер, сценарист (разом з А. Пармас)                                            | ру |
| 2012 | кф  | Плов                                               | сценарист (разом з А. Пармас)                                                     | ру |
| 2012 | ф   | Кококо                                             | режисер, сценарист (спільно з А. Пармас)                                          | ру |
| 2016 | кф  | Петербург. Тільки по любові (новела «Вигул собак») | сценарист, режисер                                                                | ру |
| 2018 | ф   | Історія одного призначення                         | режисер, сценарист (разом з А. Пармас та П. Басинським)                           | ру |
| 2021 | с   | Вертинський                                        | режисер, сценарист (спільно з А. Пармас, за участю Дж. Шемякіна))                 | ру |
| 2022 | ф   | Тесляр                                             | режисер, сценарист (разом із Мариною Степновою)                                   | ру |
| 2022 | с   | Товариш Майор                                      | сценарист                                                                         | ру |

## Нагороди та номінації
- 1997 — другий приз на конкурсі сценаристів «The Hartley-Merrill International Screening Competition» (США) (сценарій «Жіноче ім'я» / «Щоденник його дружини»)
- 2001 — номінація на премію «Ніка» за кращу сценарну роботу (фільм «Щоденник його дружини»)
- 2003 — премія ТЕФІ в номінації Ток — шоу («Школа злослів'я»)[37]
- 2004 — номінація на премію «Ніка» за найкращу сценарну роботу (фільм «Прогулянка»)
- 2004 — номінація на премію «Золотий орел» за найкращий сценарій (фільм «Прогулянка»)
- 2006 — приз за «Кращий дебют» на кінофестивалі «Кінотавр» (фільм «Зв'язок»)
- 2011 — приз «Золота тура» — 1-е місце у програмі «Виборзький рахунок» на фестивалі "Вікно в Європу " (фільм «Два дні»)
- 2012 — Головний приз «Діамантовий Фенікс» на V Всеросійському кінофестивалі акторів-режисерів «Золотий Фенікс» (фільм «Кококо»)
- 2012 — фестиваль «Амурська осінь», Благовіщенськ — приз за Найкращий сценарій — Авдотьї Смирновій та Ганні Пармас (фільм «Кококо»).
- 2012 — ХХ всеросійський кінофестиваль «Віват, кіно Росії!», Санкт-Петербург[38] :
  - приз За найкращий сценарій — Авдотьї Смирновій та Ганні Пармас;
  - приз преси — фільму «Кококо»;
  - приз глядацьких симпатій — фільму «Кококо».
- 2012 — премія « GQ Людина Року 2012» у номінації «Жінка року»[39][40]
- 2012 — номінація на премію «Золотий орел» за найкращий фільм року (фільм «Два дні»)
- 2013 — номінація на премію «Ніка» за найкращий ігровий фільм (фільм «Кококо»)
- 2013 — спеціальний приз міжнародного кінофоруму «Золотий гепард», Ташкент (фільм «Кококо»)[41]
- 2018 — кінофестиваль «Кінотавр»:
  - приз за найкращий сценарій ім. Г. Горіна (фільм «Історія одного призначення»)[42]
  - приз глядацьких симпатій — фільму «Історія одного призначення»[43]
- 2019 — кінопремія «Золотий орел» (фільм «Історія одного призначення»):
  - премія за найкращий сценарій (спільно з Ганною Пармас та Павлом Басинським)
  - номінація на премію за найкращий ігровий фільм
  - номінація на премію за найкращу режисерську роботу
- 2019 — кінопремія «Ніка» (фільм «Історія одного призначення»):
  - премія за найкращий сценарій (спільно з Анною Пармас та Павлом Басинським).